# بیلی بریج واتر
بیلی بریج واتر (انگلیسی: Billy Bridgewater; ۱۴ سپتامبر ۱۸۸۶ – ۲۱ مارس ۱۹۴۱) بازیکن فوتبال اهل بریتانیا بود.
از باشگاه‌هایی که در آن بازی کرده‌است می‌توان به باشگاه فوتبال دونکستر راورز، باشگاه فوتبال گینزبورو ترینیتی، باشگاه فوتبال منچستر یونایتد، و باشگاه فوتبال شفیلد یونایتد اشاره کرد.